# Église Saint-Aciscle-et-Sainte-Victoire de La Massana
L'église Saint-Aciscle-et-Sainte-Victoire (catalan : església de Sant Iscle i Santa Victòria) est une église située dans le village et la paroisse de La Massana, en Andorre. 

## Historique
L'église paroissiale Sant Iscle i Santa Victòria se situe Plaça del Poble, sur une parvis dans le village de La Massana. L'église du XVIIe siècle a été bâtie sur un ancien temple médiéval. Son clocher date du début du XIXe siècle. Elle a été entièrement rénovée dans les années 1960. 
Depuis 2003, l'église est protégée comme bien d'intérêt culturel de l'Andorre.

## Description
L'église est un édifice de plain-pied, assez large (23 x 17 mètres), avec deux chapelles latérales de part et d'autre et un chevet monumental rectangulaire, le tout couvert d'une voûte en berceau. Du côté nord, se détache la chapelle de Notre-Dame du Rosaire datant de 1677. La façade principale, orientée à l'ouest, présente un portail couvert surmonté d'un porche à pignon surmonté d'un oculus. Un clocher-tour de base carrée est situé dans l'angle nord-ouest.
À l'intérieur se trouvent cinq retables baroques, datant des XVIIe et XVIIIe siècles : le retable majeur, dominé par l'image de la Vierge des Anges et celles des saints titulaires Aciscle et Victoire de Cordoue, et dans les chapelles, les retables de Notre-Dame du Mont-Carmel, de saint Isidore le Laboureur, de saint Antoine de Padoue et de Notre-Dame du Rosaire. Sont également conservés, deux reliquaires en bois, un candélabre en fer forgé d'époque médiévale, les fonts baptismaux, datant probablement de l'époque romane et un évier bénédictin pour stocker l'huile. 